# Cinnamomum sublanuginosum
Cinnamomum sublanuginosum är en lagerväxtart som beskrevs av André Joseph Guillaume Henri Kostermans. Cinnamomum sublanuginosum ingår i släktet Cinnamomum och familjen lagerväxter. Inga underarter finns listade i Catalogue of Life.